# Fugong

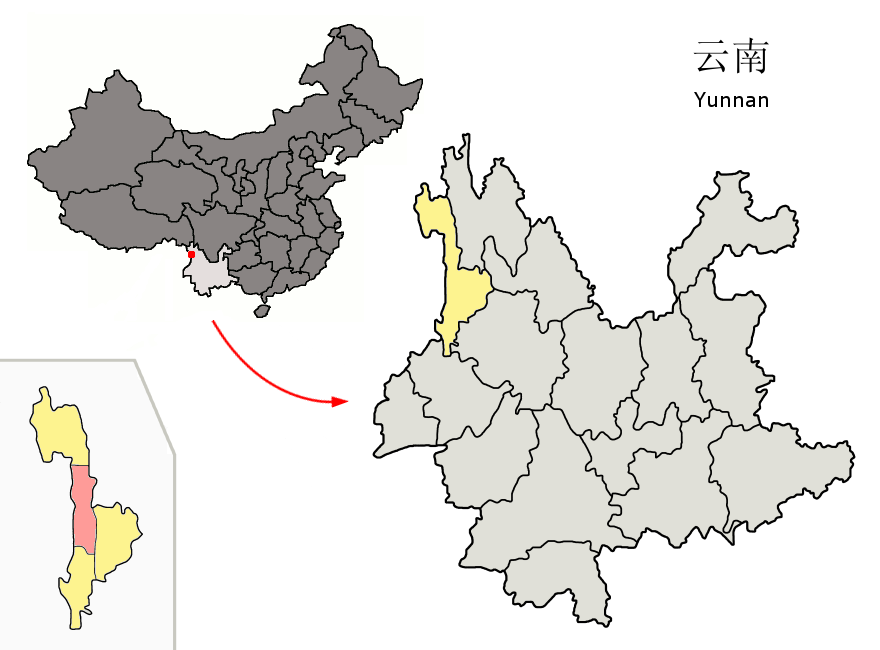
Lage des Kreises Fugong (rosa) im Autonomen Bezirk Nujiang (gelb)

Der Kreis Fugong (chinesisch 福贡县, Pinyin Fúgòng Xiàn) ist ein Kreis im Nordwesten der chinesischen Provinz Yunnan. Er gehört zum Verwaltungsgebiet des Autonomen Bezirks Nujiang der Lisu-Nationalität. Fugong hat eine Fläche von 2.750 km² und zählt 114.372 Einwohner (Stand: Zensus 2020). Sein Hauptort ist die Großgemeinde Shangpa (上帕镇).

## Administrative Gliederung
Auf Gemeindeebene setzt sich der Kreis aus einer Großgemeinden und sechs Gemeinden (davon eine Nationalitätengemeinde) zusammen. Diese sind:
- Großgemeinde Shangpa 上帕镇

- Gemeinde Zilijia 子里甲乡
- Gemeinde Jiakedi 架科底乡
- Gemeinde Lumadeng 鹿马登乡
- Gemeinde Shiyueliang 石月亮乡
- Gemeinde Maji 马吉乡
- Gemeinde Pihe der Nu 匹河怒族乡